# Hörgr
Een hörgr (Oudnoords, meervoud hörgar) of hearg (Oudengels) was een soort religieus bouwwerk of altaar mogelijk alleen maar een steenhoop, zoals gebruikelijk in Noord-Europa voor en tijdens de kerstening. Hörgrs worden geattesteerd in de Poëtische Edda, die in de 12e eeuw is samengesteld uit eerdere traditionele bronnen, in de Proza-Edda, die een eeuw later door Snorri Sturluson is geschreven, evenals in saga's, in de liederen van de Skalden, het Oudengelse gedicht Beowulf, en in verschillende plaatsnamen, vaak in connectie met Germaanse goden.

## Etymologie
Volgens Rudolf Simek zou hörgr oorspronkelijk exclusief "heilige plaats" hebben betekend, terwijl het Oudengelse naamwoord hearg een "boomheiligdom" zou kunnen aanduiden en/of een "tempel, godheid".

## Attestaties
De term hörgr wordt driemaal gebruikt in gedichten die in de Poëtische Edda zijn verzameld. In een stanza vooraan in het gedicht Völuspá, reciteert de völva en zij verhaalt dat, vroeg in de mythische tijd de goden beraadden op de locatie Iðavöllr waar zij een hörgr bouwden en een hof (Henry Adams Bellows en Ursula Dronke ontleden hörgar hier als "tempels"):

| Oudnoords: Hittoz æsir á Iðavelli, þeir er hǫrg ok hof hátimbroðo. | Naar Henry Adams Bellows' vertaling: In Ithavoll kwamen de machtige goden bijeen; Heiligdommen en tempels bouwden zij hoog; | Naar Ursula Dronke's vertaling: Æsir ontmoetten op de Wervelende Vlakte zij die torenhoge altaren bouwden en tempels. |  |

In het gedicht Vafþrúðnismál treedt Gagnráðr (de god Odin in vermomming) een kennistoernooi aan met de jötun Vafþrúðnir. Gagnráðr vraagt Vafþrúðnir waar de Vanengod Njörðr vandaan kwam, want al heerst hij over veel Hoven en Hörgrs, toch groeide Njörðr niet op onder de Æsir (Benjamin Thorpe ontleedt hier hörgr als "offerhengsten" en Bellows ontleedt het als "heiligdommen"):

| Naar Benjamin Thorpe's vertaling: Vertel mij ten tiende, aangezien gij alle afkomsten van de goden kent, Vafthrudnir! Waar Niörd vandaan kwam onder de Æsir's zonen? Over fanen (tempels) en offerhengsten heerste hij bij honderden, Toch werd hij niet onder de Æsir geboren. | Naar Henry Adams Bellows' vertaling: Ten tiende, antwoord me nu, als gij weet al het lot dat voor de goden vastligt: Waarvandaan kwam Njorth bij de godensoort, - (Rijk aan tempels en heiligdommen die hij bemeestert, -) Ofschoon van goden hij nooit ontsproot? |  |

In het gedicht Hyndluljóð, spreekt vruchtbaarheidsgodin Freyja ten gunste van Óttar die haar zo trouw heeft vereerd met gebruik van een hörgr. Freyja legt uit dat dit hörgr werd gebouwd van een hoop stenen, en dat Ottar gewoontegetrouw deze stenen rood maakte met offerbloed (Thorpe ontleedt hörgr met "offerhengst", Bellows met "heiligdom", en Orchard met "altaar"):

| Naar Benjamin Thorpe's vertaling: Een offerhengst voor mij richtte hij Met stenen gebouwd; nu is de steen als glas geworden. Met ossenbloed besprenkeld'hij 't vers Otter altijd eerde de Asyniur. | Naar Henry Adams Bellows' vertaling: Voor mij maakte hij een offerplaats van steen En nu tot glas is rots gegroeid; Vaak met het bloed van vee kleurde't rood; In godinnen immer Ottar geloofde. | Naar Andy Orchards vertaling: Hij maakte mij een hoog altaar van opgehoopte stenen: de vergaarde rotsen zijn alle bloedig geworden, en hij verroodde ze weer met vers runderbloed; Ottar was altijd trouw aan de ásynjur. |  |